# Réseau métabolique
Un réseau métabolique est l'ensemble des processus métaboliques et physiques qui déterminent les propriétés physiologiques et biochimiques d'une cellule. Par conséquent, ces réseaux comprennent les réactions chimiques du métabolisme, les voies métaboliques, ainsi que les interactions régulatrices qui guident ces réactions.

Avec le séquençage complet des génomes, il est maintenant possible de reconstituer le réseau de réactions biochimiques dans de nombreux organismes, des bactéries aux humains. Plusieurs de ces réseaux sont disponibles en ligne: Encyclopédie de Kyoto des gènes et génomes (KEGG) [1], EcoCyc [2], BioCyc [3] et metaTIGER [4]. Des réseaux métaboliques sont des outils puissants pour l'étude et la modélisation du métabolisme.

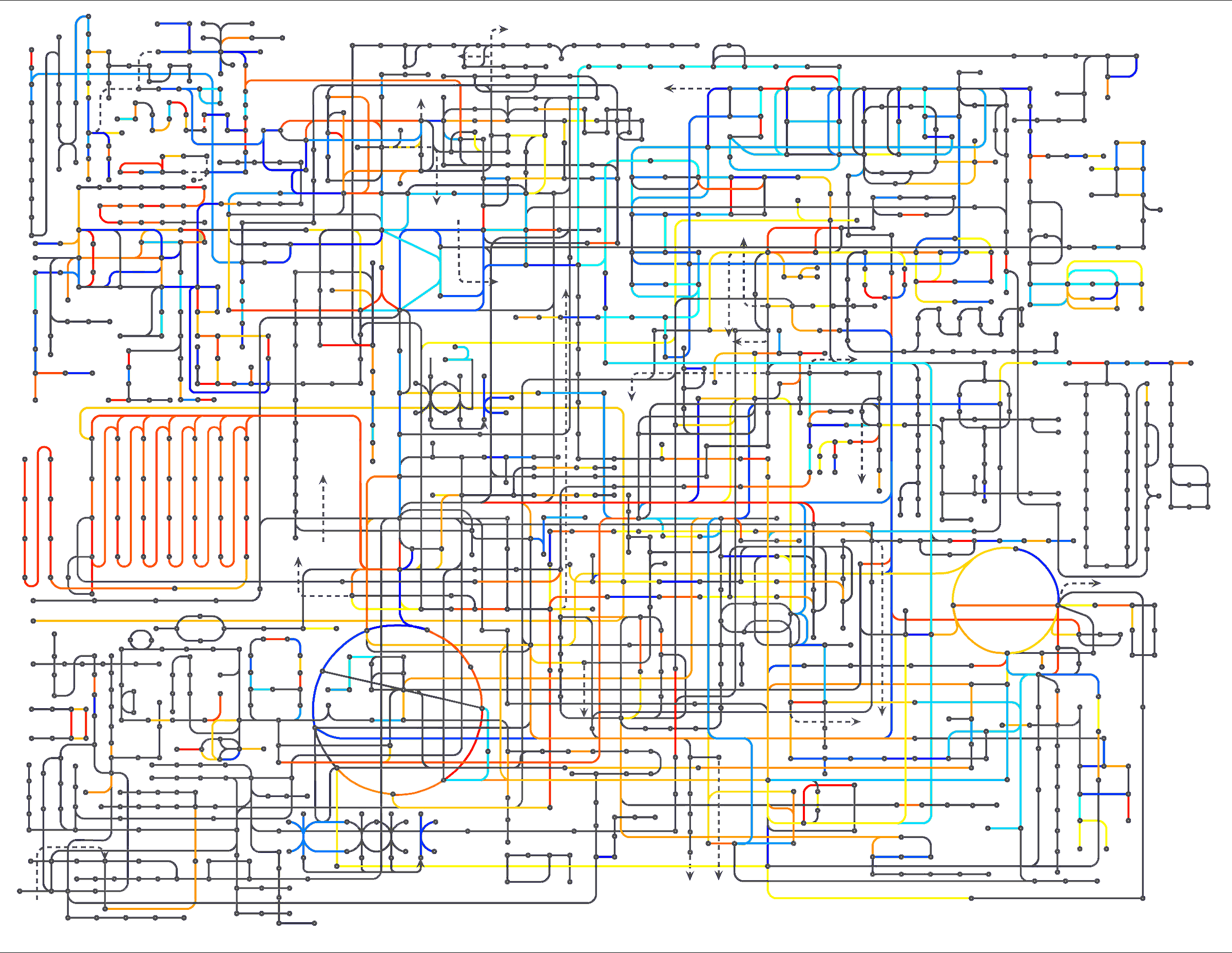
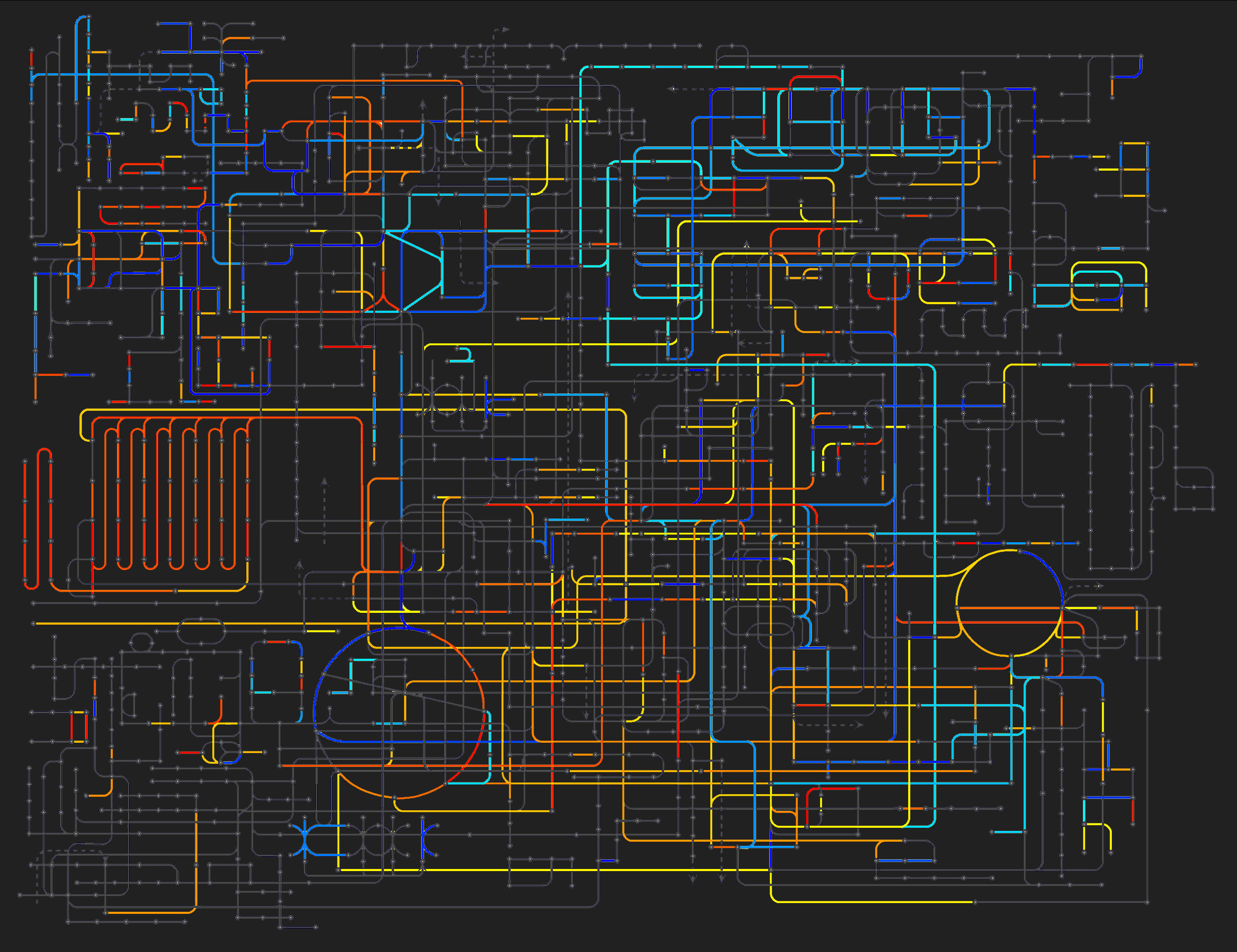

## Source
- (en) Cet article est partiellement ou en totalité issu de l’article de Wikipédia en anglais intitulé « Metabolic network » (voir la liste des auteurs).